# ほめ殺し
ほめ殺し（ほめごろし）とは、元々は対象をほめることでその対象を「だめにしてしまうこと」を指していたが、後にだめにすることを目的として「ほめる」ことをも意味するようになっている。

## 伝統芸能・芸能界
元々は歌舞伎などの芸能関係で使われてきた用語で、頭角を現し有望格と見なされた若手を必要以上に褒めることで有頂天にさせ、結局その才能をだめにしてしまうこと。
また、競合関係にある人物を過剰にほめ上げて増長させ、大きなスキャンダルや不祥事を誘発させて社会的信用を失墜させることで、その活躍の機会を失わせて才能を潰すことを指す。

## 政治手法
日本における政治家、政治団体の活動に見られる戦術の一つ。前述の伝統芸能の用語から転じて、「攻撃対象者を批判するのではなく、敢えて賛美・賞賛する中で皮肉、告発を織り交ぜることにより、脅迫罪や強要罪の構成要件を排除しつつ攻撃対象者のイメージダウンをもたらす」という、一種の嫌がらせ活動を意味する。
1987年（昭和62年）に、稲川会系の右翼団体「日本皇民党」が、自民党総裁選に立候補していた竹下登に対して「日本一金儲けが上手い竹下さんを内閣総理大臣にしましょう」と街頭宣伝活動を行ったことで、一躍有名になった（皇民党事件）。このほめ殺しを定着させた人物は当時衆議院議員だった浜田幸一とされる。浜田が皇民党の本部がある香川県高松市まで訪問し、『8億円積むから、（街宣活動から）手を引いてくれ』と申し入れたが、皇民党の幹部に一顧だにされず、激昂して発した言葉が、『お前らのやってることは、ホメ殺しじゃないか』とされた。

## 慣用句
- 先生と 呼ばれるほどの 馬鹿でなし（川柳といわれる）
- 役者殺すにゃ刃物はいらぬ、ものの三度も褒めりゃよい（後半の言い回しは多数あるうちの一例）